# 山室一広
山室 一広（やまむろ かずひろ、1962年6月1日 - ）は、日本の小説家。神奈川県生まれ。

## 経歴
1990年、「キャプテンの星座」で第14回すばる文学賞を受賞してデビュー。同時受賞は大鶴義丹「スプラッシュ」、清水アリカ「革命のためのサウンド・トラック」。

## 単行本
- 『キャプテンの星座』（集英社 1991年1月）
- 『虫くい』（集英社 1997年10月）

### 雑誌発表作品
- 「ターミナルにて」すばる 2000-11